# Бишвиллер
Бишвилле́р (фр. Bischwiller, нем. Bischweiler) — город и коммуна на северо-востоке Франции в регионе Гранд-Эст (бывший Эльзас — Шампань — Арденны — Лотарингия), департамент Нижний Рейн, округ Агно-Висамбур, кантон Бишвиллер. До марта 2015 года коммуна и одноимённый кантон административно входили в состав округа Агно.

## История
Бишвиллер был основан в начале XI века епископами Страсбургскими, получившими от императора Священной Римской империи Генриха II права на необжитые земли и угодья Эльзаса. В 1268 году это первое поселение было уничтожено пожаром. В конце XIII столетия епископы передали права на эти земли в частные руки, и в последующее время они многократно меняли владельцев. В 1524 году хозяевами Бишвиллера становятся графы Пфальц-Цвейбрюккен-Биркенфельда, сохранявшие права на него вплоть до Великой Французской революции. Их резиденцией был окружённый парком, разрушенный в 1795 году дворец Тифенталь.
После проведённой в Эльзасе Реформации и начавшихся гонений на протестанов во Франции город принял в XVII веке многочисленных гугенотов из Пикардии, Лотарингии и региона Арденн. Так как многие из них были искусные ткачи, их расселение здесь стало импульсом для мощного развития полотняного и шерстяного производства. В XIX веке в Бишвиллере работали более 100 ткацких мастерских и производств. После франко-прусской войны и вхождения Бишвиллера в состав Германии местному ткацкому производству был нанесён смертельный удар; город покинуло более 10 тысяч человек.

## Географическое положение
Город Бишвиллер находится на крайнем востоке Франции, на её границе с Германией, в эльзасском департаменте Нижний Рейн. Входит в состав округа Агно. Административный центр одноимённого кантона. Лежит на реке Модер.
Площадь коммуны — 17,25 км², население — 12 830 человек (2006) с тенденцией к стабилизации: 12 718 человек (2013), плотность населения — 737,3 чел/км².

## Население
Население коммуны в 2011 году составляло 12 598 человек, в 2012 году — 12 643 человека, а в 2013-м — 12 718 человек.
| 1962 | 1968 | 1975 | 1982  | 1990  | 1999  | 2006  | 2008  | 2011  | 2012  | 2013  |
| ---- | ---- | ---- | ----- | ----- | ----- | ----- | ----- | ----- | ----- | ----- |
| 8198 | 8780 | 9653 | 10612 | 10969 | 11596 | 12830 | 12678 | 12598 | 12643 | 12718 |

Динамика населения:

## Экономика
В 2010 году из 8189 человек трудоспособного возраста (от 15 до 64 лет) 5541 были экономически активными, 2648 — неактивными (показатель активности 67,7 %, в 1999 году — 68,5 %). Из 5541 активных трудоспособных жителей работали 4570 человек (2608 мужчин и 1962 женщины), 971 числились безработными (440 мужчин и 531 женщина). Среди 2648 трудоспособных неактивных граждан 788 были учениками либо студентами, 626 — пенсионерами, а ещё 1234 — были неактивны в силу других причин.

## Достопримечательности (фотогалерея)
В Бишвиллере сохранился исторический центр, застроенный зданиями XVI—XVII столетий.
В Бишвиллере родился французский поэт и эссеист Клод Виже.

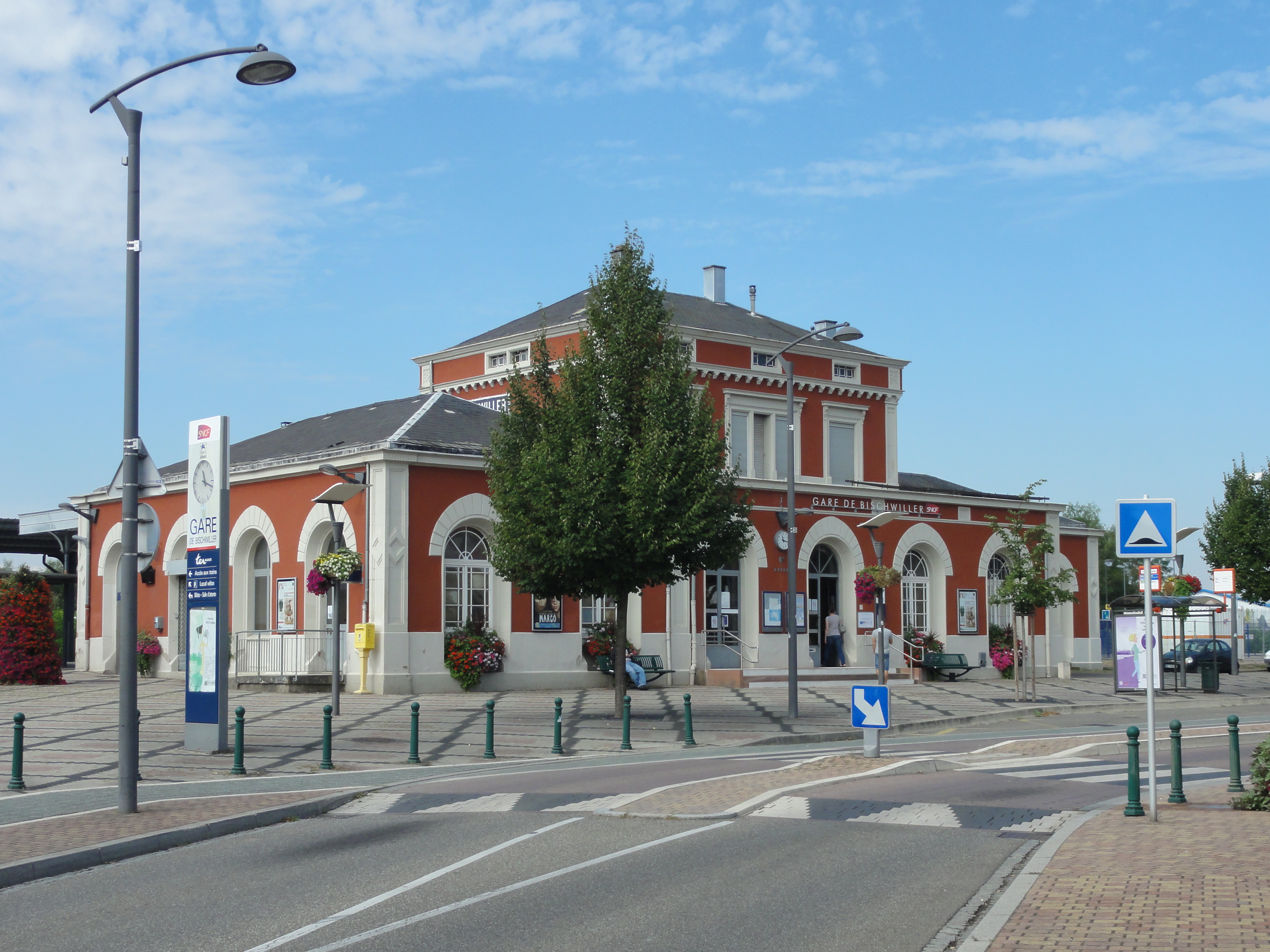
Здание вокзала (1888)
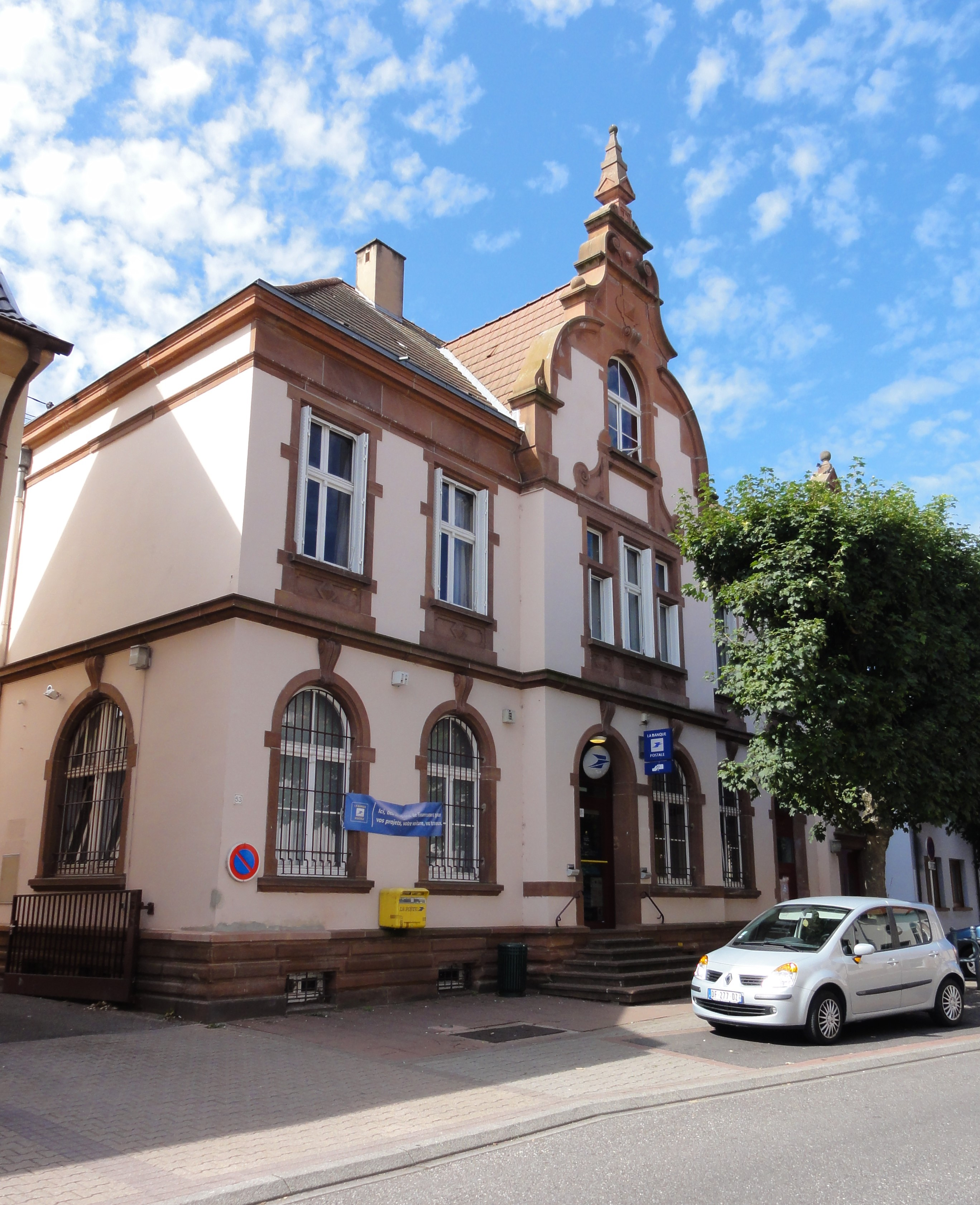
Здание почты (1897)
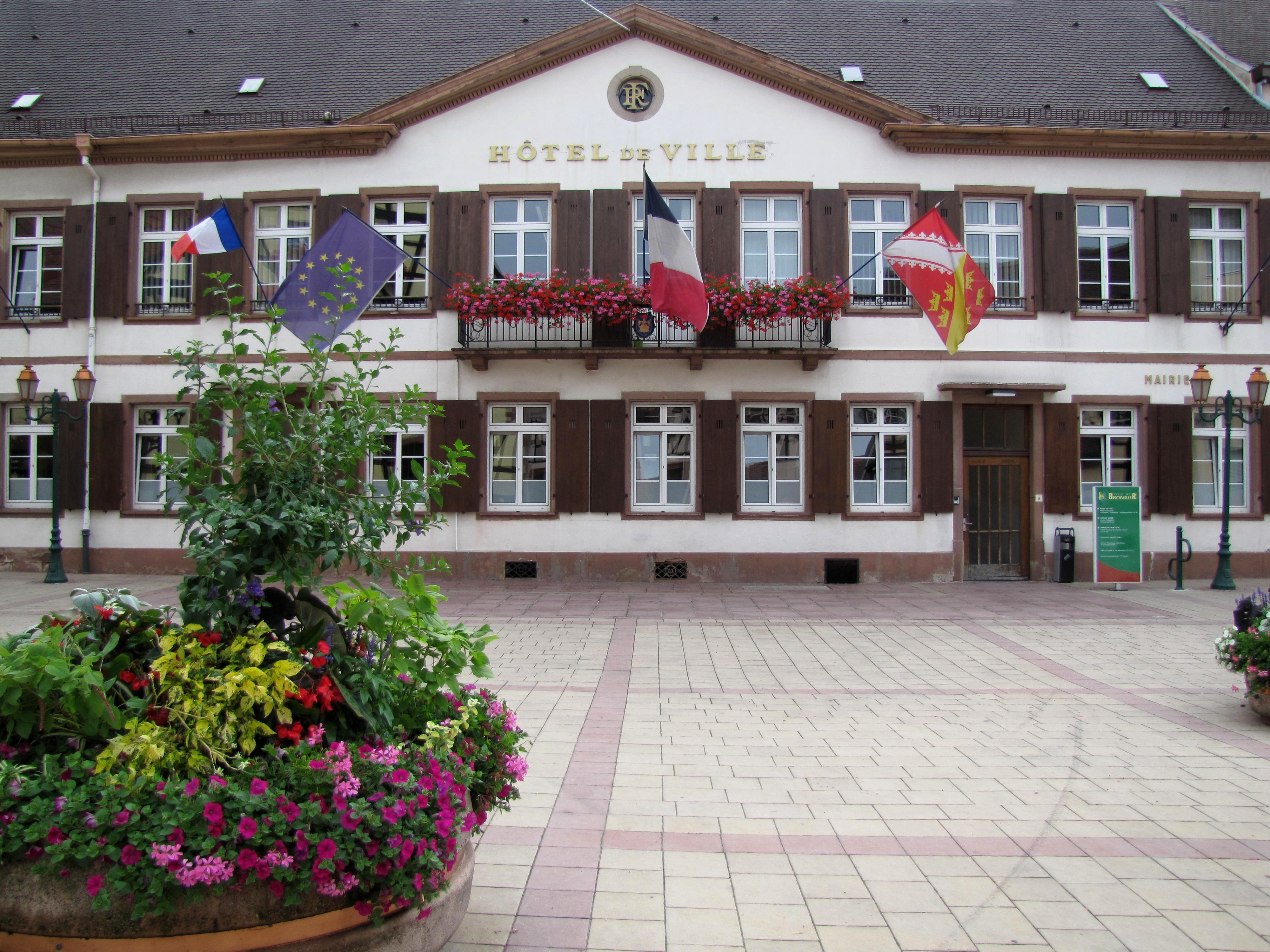
Здание отеля (XVII—XIX век)
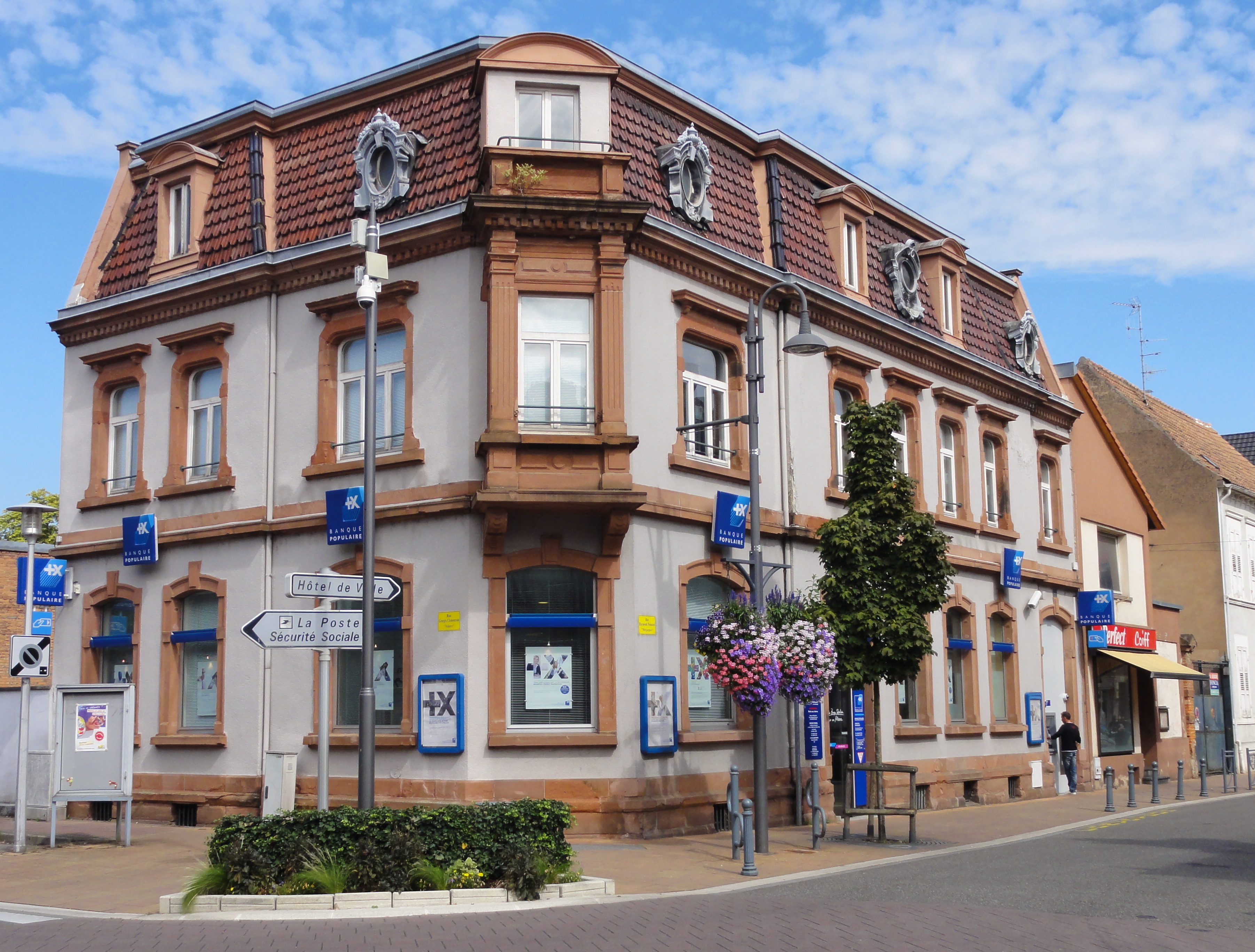
Здание банка (1900)

## Города-партнёры
- Хорнберг, Германия